# Evangelisch-Lutherisches Dekanat Kronach-Ludwigsstadt
Das Evangelisch-Lutherische Dekanat Kronach-Ludwigsstadt ist eines der 15 Dekanate des Kirchenkreises Bayreuth. Amtierende Dekane sind Ulrike Schorn und Markus Müller.

## Geografie
Der Dekanatsbezirk umfasst den Landkreis Kronach mit Ausnahme von Mitwitz, das zum Dekanatsbezirk Michelau gehört.

## Geschichte
Der überwiegende Teil des Landkreises Kronach gehörte früher zum Hochstift Bamberg und ist katholisch geprägt. Der Norden des Dekanatsbezirks um Ludwigsstadt ist evangelisch geprägt. Das Amt Seibelsdorf und der Ort Heinersdorf im Amt Lichtenberg gehörten ebenfalls zu Bayreuth. In der Markgrafschaft wurde 1528 die Reformation eingeführt. Die Gemeinde Steinbach am Wald gehörte früher zu Bamberg und wurde von Ludwigsstadt aus karitativ versorgt. 1953 wurde die Christuskirche eingeweiht. 1958 wurde Steinbach am Wald eine eigenständige Pfarrei.
Westlich, südlich und östlich von Kronach liegen ehemals reichsritterschaftliche Ortschaften. Die Ritter von Rosenau führten in Mitwitz und Burggrub 1567 die Reformation ein. Die Freiherrn von Redwitz hatten im Raum Kronach zahlreiche Besitzungen. In ihrem Herrschaftsbereich führten sie 1544 bzw. 1557 in Weißenbrunn, 1549 in Küps, um 1550 in Unterrodach, 1552 in Burkersdorf und 1560 in Schmölz den evangelischen Glauben ein. Im Ort Fischbach führten die Fischbacher Linie der Herren von Waldenfels im Jahr 1548 die Reformation ein. Unter den Herren von Guttenberg kam es 1600–1614 vorübergehend zur Gegenreformation.
Das Dekanat Ludwigsstadt wurde 1810, das Dekanat Kronach 1925 errichtet. Zum 1. Januar 2010 wurden beide Dekanatsbezirke fusioniert. Dadurch wurde der Bevölkerungsabnahme in der Region Rechnung getragen.

## Kirchengemeinden
Zum Dekanatsbezirk Kronach-Ludwigsstadt gehören folgende 23 Kirchengemeinden, in denen 17.600 Gemeindeglieder (Stand Juni 2024) leben:
Rennsteigregion
- Ebersdorf, St. Maria Magdalena
- Lauenstein, St. Nikolaus
- Pfarrei Langenau
  - Langenau, St. Christophorus mit St. Johannis in Buchbach sowie die Gnadenkirche in Schauberg
  - Kleintettau, Auferstehungskirche
- Pfarrei Ludwigsstadt
  - Ludwigsstadt, St. Michael
  - Steinbach an der Haide, St. Elisabeth
- Pfarrei Steinbach a. Wald
  - Steinbach am Wald, Christuskirche
  - Lauenhain, St. Franziskus
- Tettau, Ad Portam Coeli-Kirche

Raum Kronach
- Pfarrei Burggrub
  - Burggrub, St. Laurentius (13. Jh.)
  - Stockheim, Auferstehungskirche
- Pfarrei Burkersdorf
  - Burkersdorf, St. Marien und Ebneth, Schlosskapelle
  - Hain, Dreifaltigkeitskirche
- Fischbach, Jakobuskirche
- Kronach, Christuskirche und Gehülz, St. Michael
- Küps, St. Jakobus und St. Johannis im Gemeindeteil Johannisthal
- Pressig, Martin-Luther-Kirche
- Heinersberg-Nordhalben, Jubilate-Kirche in Grund und St. Johannis in Steinwiesen
- Schmölz, St. Laurentius und Schneckenlohe
- Seibelsdorf, Markgrafenkirche
- Unterrodach, St. Michael
- Pfarrei Weißenbrunn
  - Hummendorf, Martin-Luther-Kirche
  - Weißenbrunn, Dreieinigkeitskirche